# 同轨郡
同轨郡，中国南北朝时设置的郡。
北周置同轨郡，治所在熊耳县（今四川宜阳县西北、洛宁县东北一带），隶属于熊州。辖境约当今河南省宜阳县一带。下辖熊耳、渑池两县。隋文帝开皇三年（583年）废同轨郡，属地属熊州。